# كوكو (لاعب كرة قدم)
كوكو (بالإسبانية: Mamadou Kanteh Danjo) هو لاعب كرة قدم إسباني في مركز الهجوم، ولد في 27 أغسطس 1989 في كليلة في إسبانيا. لعب مع Wigry Suwałki ‏.

## وصلات خارجية
- كوكو (لاعب كرة قدم) على موقع قاعدة بيانات كرة القدم.إي يو (الإنجليزية)
- كوكو (لاعب كرة قدم) على موقع Soccerway.com (الإنجليزية)